# Tuszowica
Tuszowica (bułg. Тушовица) – wieś w Bułgarii, w obwodzie Szumen, w gminie Wyrbica. W 2024 roku liczyła 826 mieszkańców.